# Väike Munamägi
Väike Munamägi är en kulle i Estland.   Den ligger i landskapet Valgamaa, i den södra delen av landet, 190 km sydost om huvudstaden Tallinn. Toppen på Väike Munamägi är 199 meter över havet. Väike Munamägi ingår i Otepää Kõrgustik.
Terrängen runt Väike Munamägi är huvudsakligen platt. Runt Väike Munamägi är det glesbefolkat, med 10 invånare per kvadratkilometer. Närmaste större samhälle är Otepää, 2,5 km norr om Väike Munamägi. I omgivningarna runt Väike Munamägi växer i huvudsak blandskog.